# جي بي واست-فرنسا 2009
جي بي واست-فرنسا 2009 (بالإنجليزية: 2009 GP Ouest-France) هو سباق دراجات هوائية أقيم بتاريخ أغسطس 23، تكون السباق من مرحلة واحدة وامتدّ لمسافة 229.2 كم. فاز به الأسترالي سيمون جيرانس وحلّ ثانيا الفرنسي بيريك فيدريجو بينما حصل على المركز الثالث الألماني بول مارتنز.

## الترتيب
| م                     | الدرّاج        | البلد    | الزمن |
| --------------------- | ------------- | -------- | ----- |
| الفائز بالترتيب العام | سيمون جيرانس  | أستراليا |       |
| الثاني                | بيريك فيدريجو | فرنسا    |       |
| الثالث                | بول مارتنز    | ألمانيا  |       |